# Gerhard Storb
Gerhard Storb (* 1929; † 2003) war ein deutscher Pädagoge (zuletzt in Lebach, Landkreis Saarlouis im Saarland), Familienforscher und Autor. Er führte aufwändige Recherchen in Kirchen- und Standesamtsbüchern durch.

## Veröffentlichungen
- Familienbuch zum Kirchenbuch 2 von Thalexweiler, St. Albanus. Lebach, Selbstverlag G. Storb, 1982
- Familien in der katholischen Pfarrei Hl. Dreifaltigkeit und St. Marien Lebach 1707-1793. Kreisarchiv, Saarlouis 1986, ISBN 978-3933926166
- mit Lothar Klauck: Einwohner der Pfarrei Bettingen vor 1820. Außen, Bettingen, Goldbach, Gresaubach. Selbstverlag der Arbeitsgemeinschaft, 1991
- Die Einwohner der Bürgermeisterei Lebach 1798-1920. Band I. 1994
- Die Einwohner der Bürgermeisterei Lebach 1798-1920. Band II. 1994
- mit Willi Marxen: Einwohner der Pfarrei Hüttersdorf vor 1820: Buprich - Hüttersdorf - Primsweiler. Verlag: Arbeitsgemeinschaft für Saarländische Familienkunde, 1994, ISBN 978-3931519056
- Die Einwohner der Pfarrei Eppelborn von 1708 – 1832. Förderkreis für Heimatkunde und Denkmalpflege Eppelborn, Eppelborn 1995
- mit Johannes Naumann und Gilbert Naumann: Die Einwohner der Pfarrei St. Albanus Thalexweiler. Aschbach, Dörsdorf, Henselhofen, Höchsten, Homesmühle, Schellenbach, Steinbach, Strunkmühle und Thalexweiler; Bolzenberg (zeitweise), Lindscheid (zeitweise) und Niederhofen (zeitweise). Band 1 und 2. Verein für Heimatgeschichte, Thalexweiler (2002), ISBN 3-00-010529-8
- mit Dieter Leidinger und Willi Marxen: Einwohner der Bürgermeisterei Bettingen. 1820 – 1900. Außen, Bettingen, Buprich, Dorf, Gresaubach, Hüttersdorf, Limbach. Teilband 1. A – K, Teilband 2. L – Z. Arbeitsgemeinschaft für Saarländische Familienkunde, Saarbrücken 2004, ISBN 3-931519-39-2
- Die Einwohner im Bereich der alten Pfarrei Dirmingen. Eine genealogische Sammlung unter Berücksichtigung der Orte Dirmingen und Berschweiler. Pirrot, Saarbrücken-Dudweiler 2006, ISBN 978-3937436104
- mit Helmut Groß und Hans-Günther Maas: Die Einwohner von Wiesbach und Humes vor 1900. Saarbrücken 2009